# Бюлер (Канзас)
Бюлер (англ. Buhler) — місто (англ. city) в США, в окрузі Ріно штату Канзас. Населення — 1325 осіб (2020).

## Географія
Бюлер розташований за координатами 38°8′19″ пн. ш. 97°46′14″ зх. д. / 38.13861° пн. ш. 97.77056° зх. д. (38.138689, -97.770653).  За даними Бюро перепису населення США в 2010 році місто мало площу 1,87 км², уся площа — суходіл.

## Демографія
Згідно з переписом 2010 року, у місті мешкало 1327 осіб у 483 домогосподарствах у складі 361 родини. Густота населення становила 710 осіб/км².  Було 520 помешкань (278/км²).
Расовий склад населення:
| - 98,1 % — білих - 0,7 % — корінних американців - 0,1 % — вихідців з тихоокеанських островів - 0,1 % — чорних або афроамериканців |

До двох чи більше рас належало 0,6 %. Частка іспаномовних становила 2,4 % від усіх жителів.
За віковим діапазоном населення розподілялося таким чином: 26,8 % — особи молодші 18 років, 51,0 % — особи у віці 18—64 років, 22,2 % — особи у віці 65 років та старші. Медіана віку мешканця становила 41,1 року. На 100 осіб жіночої статі у місті припадало 89,3 чоловіків;  на 100 жінок у віці від 18 років та старших — 80,3 чоловіків також старших 18 років.
Середній дохід на одне домашнє господарство  становив 58 566 доларів США (медіана — 52 933), а середній дохід на одну сім'ю — 68 978 доларів (медіана — 63 250). Медіана доходів становила 43 971 долар для чоловіків та 30 750 доларів для жінок. За межею бідності перебувало 5,4 % осіб, у тому числі 4,2 % дітей у віці до 18 років та 8,7 % осіб у віці 65 років та старших.
Цивільне працевлаштоване населення становило 647 осіб. Основні галузі зайнятості: освіта, охорона здоров'я та соціальна допомога — 32,9 %, роздрібна торгівля — 14,4 %, виробництво — 12,7 %.